# 呂策爾穆爾格河
47°31′23″N 8°55′35″E / 47.52310°N 8.92649°E

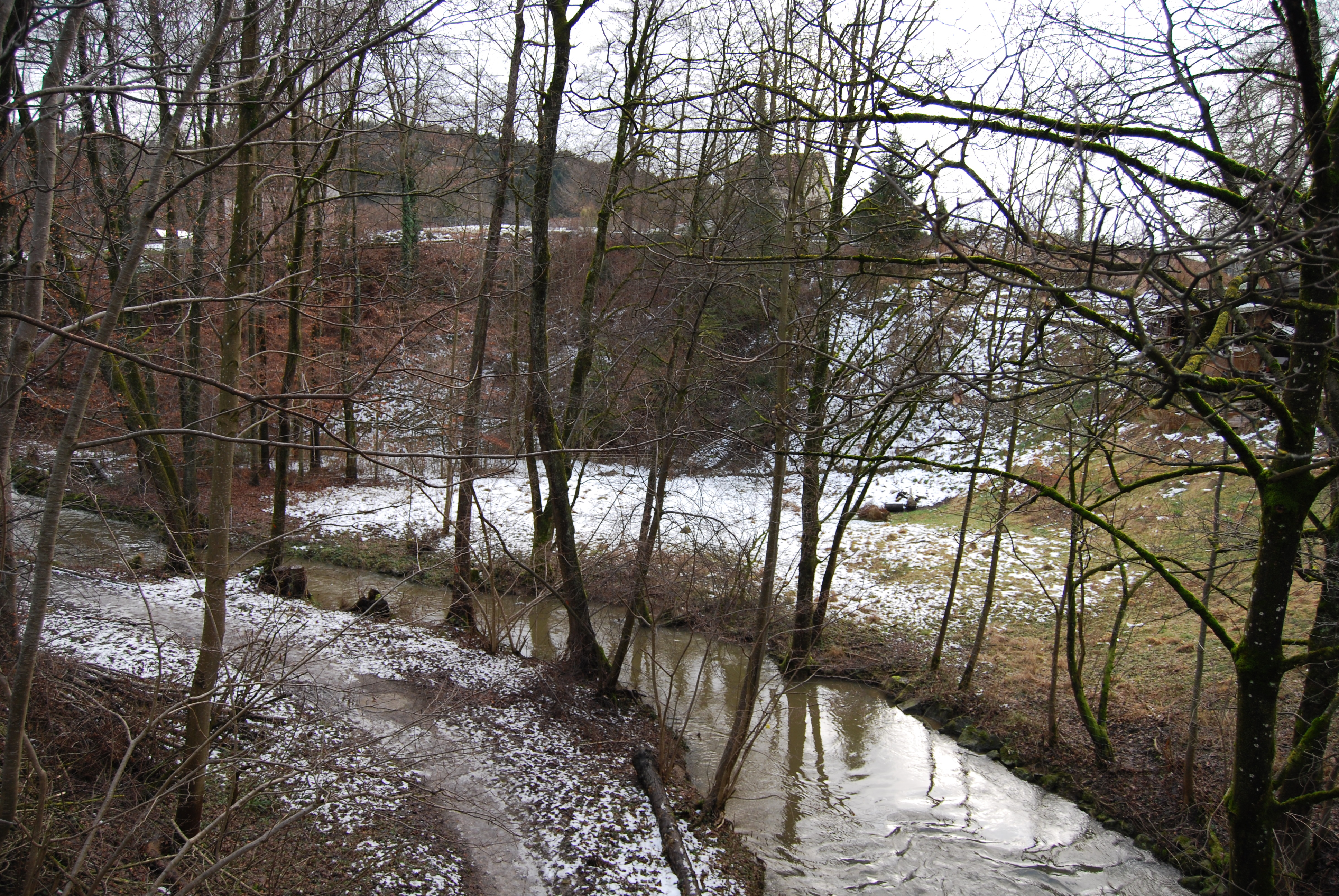

呂策爾穆爾格河是瑞士的河流，位於該國東北部，流經圖爾高州，屬於穆爾格河的左支流，河道全長16公里，流域面積43.4平方公里，河口處在馬青根附近。